# Stanfordtorus

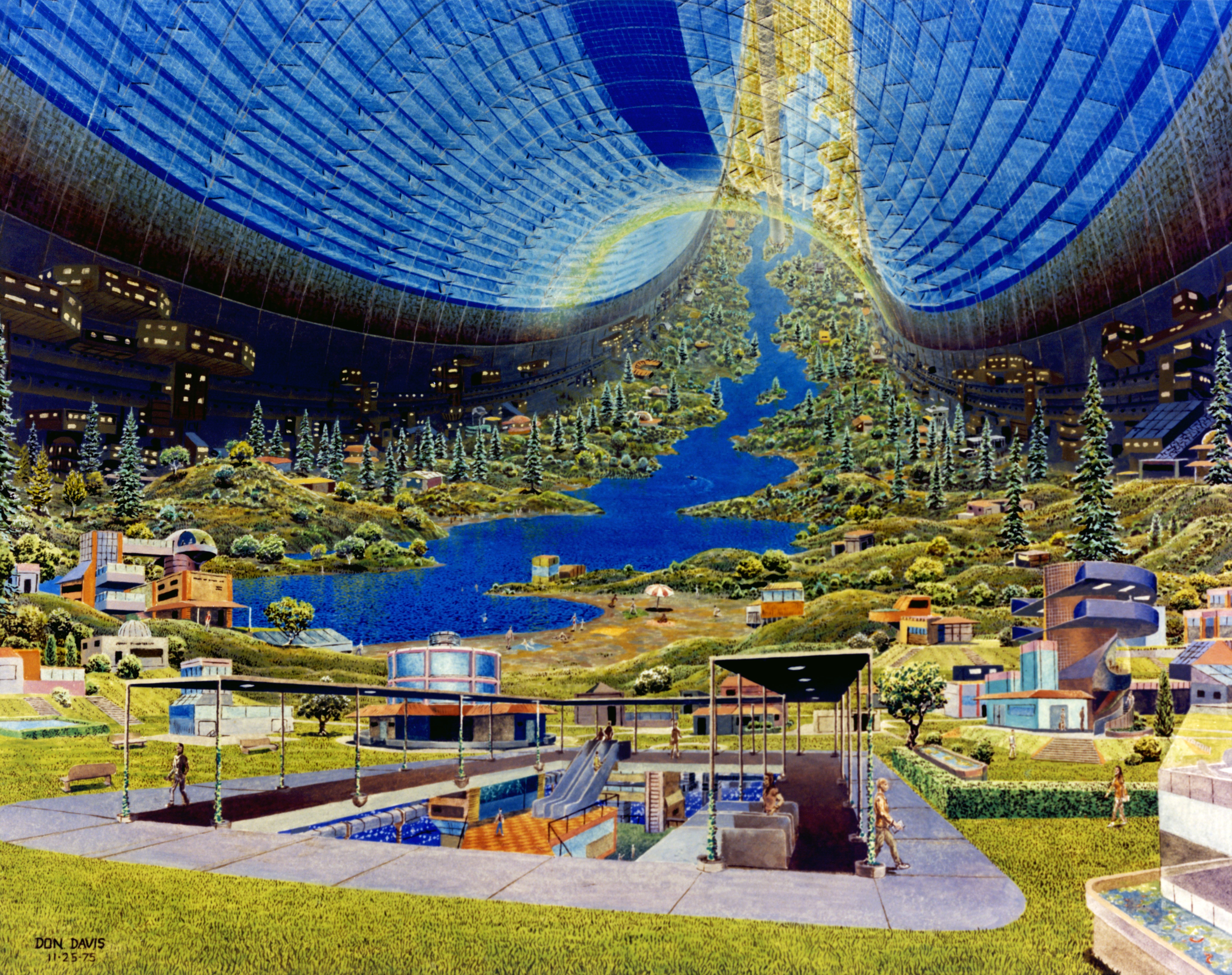
Een impressie van een Stanfordtorus, getekend door Don Davis

Een Stanfordtorus is een concept voor een ringvormige permanent bewoonde ruimtekolonie. De bewoners voelen dezelfde zwaartekracht als op aarde doordat de ring een draaiende beweging maakt die voor centrifugale kracht zorgt. De ring zou 1,8 km in diameter moeten worden en eens per minuut om haar as moeten draaien. Zonlicht wordt naar binnen geprojecteerd door grote spiegels, die kunnen wegdraaien als het nacht wordt. Het concept is vernoemd naar de Amerikaanse Stanford-universiteit waar het idee gepresenteerd is in 1975. De kolonie zou tussen de 10.000 en 140.000 bewoners kunnen herbergen.
Het idee van een torusvormig ruimtestation is overigens al veel ouder en was al veel eerder geopperd door Wernher von Braun en Herman Potočnik.